# Oryzomys curasoae
Oryzomys curasoae is een uitgestorven knaagdier uit het geslacht Oryzomys dat voorkwam op Curaçao, een eiland dat deel van het Koninkrijk der Nederlanden vormt, maar voor de kust van Venezuela is gelegen. Deze soort werd oorspronkelijk beschreven als lid van het ondergeslacht Oecomys (dat toen al jaren als een apart geslacht werd gezien), maar in latere publicaties werd de soort in Oryzomys sensu stricto geplaatst; deze plaatsing wordt ondersteund door verschillende schedelkenmerken. Het is zelfs mogelijk dat O. curasoae dezelfde soort is als O. gorgasi uit het Zuid-Amerikaanse vasteland. Deze soort is samen met de zwarte rat gevonden in subfossiel materiaal, wat erop wijst dat O. curasoae pas na het eerst contact met Europeanen, in 1499, is uitgestorven. Zelf heeft O. curasoae waarschijnlijk Megalomys curazensis, die in oudere afzettingen op het eiland is gevonden, weggeconcurreerd. O. curasoae is een vrij grote, robuuste rijstrat: de lengte van de kiezen bedraagt 4,70 millimeter.